# Li Čchang-čchun
Li Čchang-čchun (čínsky pchin-jinem Lǐ Chángchūn, znaky tradiční 李長春; * 1. února 1944) je bývalý čínský komunistický politik, původně inženýr začátkem 80. let přešel do politiky. V letech 1980–1986 působil v administrativě Šen-jangu, hlavního města provincie Liao-ning. Poté byl guvernérem Liao-ningu (1986–1990), guvernérem Che-nanu (1990–1992), tajemníkem chenanského provinčního výboru KS Číny (1992–1998), tajemníkem kuangtungského provinčního výboru KS Číny (1998–2002) a současně členem politbyra (1997–2012). Roku 2002 zaujal místo v nejužším vedení Číny, když byl vybrán mezi členy stálého výboru politbyra a jako vrchní ideolog komunistické strany stanul v čele ústřední komise pro řízení výstavby duchovní civilizace a ústřední vedoucí skupiny pro propagandu a ideologii. Roku 2012 odešel do penze.

## Život

### Mládí, politik v Šen-jangu a Liao-tungu
Li Čchang-čchun se narodil 1. února 1944 v Ta-lien v provincii Liao-ning, tehdy ovládané Japonskem. V letech 1961–1966 studoval na elektromechanické fakultě Charbinského technologického institutu. Roku 1965 vstoupil do Komunistické strany Číny. V letech 1966–1968 čekal po ukončení studia na pracovní uplatnění.
V letech 1968–1975 pracoval jako technik v závodě v Šen-jangu v provincii Liao-ning, později postoupil na místopředsedu revolučního výboru, resp. zástupce ředitele závodu. Roku 1980 přešel do městské správy na místo zástupce vedoucího oddělení strojírenského a elektronického průmyslu v administrativě města Šen-jangu. V letech 1981–1982 byl zástupcem tajemníka šenjangského městského výboru KS Číny. V letech 1982–1983 se vrátil do městské správy, tentokrát jako náměstek starosty Šen-jangu pro ekonomiku. Od roku 1983 řídil šenjangskou organizaci KS Číny. Při reorganizaci stranického vedení v září 1985 byl přibrán mezi kandidáty ústředního výboru. Roku 1986 byl povýšen na guvernéra provincie Liao-ning (a zástupce tajemníka liaoningského provinčního výboru KS Číny). Na XIII. sjezdu KS Číny v říjnu/listopadu 1987 byl zvolen členem ústředního výboru (znovuzvolen 1992, 1997, 2002 a 2007).
Jako guvernér Liao-ningu patřil k průbojným reformně naladěným vůdcům, v diskuzích o problematických ztrátových státních podnicích zastával stanovisko, že je nutné nejhorší nechat zbankrotovat, což ostatní motivuje ke zlepšení. V zájmu prosazení svých idejí ještě jako starosta Šen-jangu nabídl město do experimentálního programu, v němž by se ověřila funkčnost zákona o bankrotu a roku 1985 nechal zbankrotovat jeden ze šenjangských státních podniků, jako první bankrot v zemi.

### V Che-nanu a Kuang-tungu
Roku 1990 byl přeložen do Che-nanu, opět na místo guvernéra provincie. Roku 1992 přešel do funkce tajemníka chenanského provinčního výboru KS Číny, od roku 1993 byl současně předsedou chenanského provinčního lidového shromáždění (tj. provinčního parlamentu). Patřil k reprezentantům generace technokratů vyzdvižené v 80. letech a v jejím rámci k nejrychleji postupujícím kádrům – roku 1982 byl nejmladším kandidátem ústředního výboru, roku 1986 nejmladším guvernérem v zemi, roku 1997 nejmladším členem politbyra. Politicky původně stoupenec generálního tajemníka Čao C’-janga se po jeho pádu přeorientoval na Ťiang Ce-mina, jehož zásluhou byl vyzdvižen do politbyra a stálého výboru politbyra. V Che-nanu i Kuang-tungu prosazoval hospodářské reformy v úspěšné snaze o růst ekonomiky, v druhé provincii s lepšími výsledky než v první: V Che-nanu vykázal pouze průměrné výsledky, v převážně zemědělské provincii příjmy rolníků v 90. letech stagnovaly a provincie se stala známou kvůli skandálu s rozšířením AIDS v důsledku nehygienických praktik při darování krve.
Přesto na XV. sjezdu KS Číny v září 1997 postoupil do užšího vedení komunistické strany, když byl zvolen členem politbyra ÚV KS Číny. V březnu 1998 pak přešel na post tajemníka kuangtungského provinčního výboru KS Číny. V Kuang-tungu celkově uspěl, když provincie pokračovala v rychlém ekonomickém rozvoji, přičemž úspěšně řešil problémy s úvěrovou expanzí minulých let, zhoršené důsledky asijské finanční krize v letech 1997–1998, a zahájil programy pomoci chudým, které příznivé důsledky ekonomického růstu minuly. Z politického hlediska byla provincie do příchodu Li Čchang-čchuna řízena místními rodáky, kteří se za své kariéry necítili být zavázáni pekingským politikům a byli samostatnější, než centrum považovalo za přiměřené. Li Čchang-čchun přivedl provincii pod vliv Ťiang Ce-mina a vybudoval si pověst úspěšného a rozhodného politika, který rozumí ekonomickým problémům. Získal si i podporu celostátně respektovaných kuangtungských „stařešinů“ Jie Süan-pchinga a Žen Čung-iho a také Li Pchenga. Ťiang s ním začal počítat na pozici premiéra (přestože stávající premiér Ču Žung-ťi jako svého nástupce viděl Wen Ťia-paoa). Nicméně v letech 2001–2002 Li Čchang-čchunovy pozice oslabily korupční aféry v Kuang-tungu a Liao-ningu, přestože se přímo nedotkly.

### V centru
Na XVI. sjezdu KS Číny v listopadu 2002 byl potvrzen v politbyru a dle očekávání povýšil, když byl vybrán do stálého výboru politbyra, současně od Ting Kuan-kena převzal vedení ústřední komise pro řízení výstavby duchovní civilizace a ústřední vedoucí skupiny pro propagandu a ideologii. Ve stálém výboru tak zodpovídal za celkové řízení v oblasti ideologie a propagandy, včetně kultury, médií a vzdělání. Na XVII. sjezdu KS Číny v říjnu 2007 byl potvrzen ve všech funkcích a úřadech. 
Na XVIII. sjezdu KS Číny v listopadu 2012 se vzdal politických funkcí a odešel do penze.